# Alfred North Whitehead
Alfred North Whitehead (født 15. februar 1861, død 30. december 1947) var en engelsk matematiker og filosof, som samarbejdede med Bertrand Russell om Principia Mathematica (1910-13).
Whitehead er mest kendt som grundlæggeren af den moderne procesfilosofi, som i dag bruges i en vifte af discipliner, blandt andet økologi, teologi, pædagogik, fysik, biologi, økonomi og psykologi.
I starten af sin karriere skrev Whitehead hovedsageligt om matematik, logik og fysik. Han vigtigste arbejde fra denne periode er trebindsværket Principia Mathematica skrevet i samarbejde med hans tidligere elev Bertrand Russell. Principia Mathematica anses for at være et af det tyvende århundredes vigtigste værker indenfor matematisk logik og er nummer 23 på Modern Librarys liste over de 100 vigtigste engelsksprogede fagbøger fra den tyvende århundrede.
I slutningen af 1910'erne skiftede Whiteheads interesse fra matematik til videnskabsteori og senere til metafysik. Han udarbejdede et omfattende metafysisk system, der bryder radikalt med det meste af den vestlige filosofi. Whitehead argumenterede for, at virkeligheden består af begivenheder, og ikke af materielle genstande, og at processer bedst kan defineres af deres relationer til andre processer, og hermed afviser han den teori at virkeligheden dybest set består af materiestykker, atomer, der findes uafhængigt af hinanden. Whiteheads filosofiske tekster, især Process and Reality, anses i dag for at have grundlagt procesfilosofi. Fordi Whitehead vil se verden som et væv af interrelaterede processer, som mennesket er en del af, har alle vores handlinger og valg konsekvenser for verden omkring os. Derfor anvendes Whiteheads filosofi i økologisk etik, blandt andet af John B. Cobb, Jr.

## Liv
Alfred North Whitehead blev født i Ramsgate, Kent, England, i 1861. Hans far, Alfred Whitehead, var præst og ledede en skole, Chatham House Academy, en succesfuld drengeskole der blev etableret af Thomas Whitehead, Alfred Norths farfar. Whitehead huskede dem begge som meget succesfulde lærere, men mente at bedstefaren var den mest talentfulde. Whitehead's mor var Maria Sarah Whitehead, fødenavn Buckmaster. Whitehead havde tilsyneladende ikke et tæt forhold til sin mor, da han aldrig nævnte hende i sine værker, og der er referencer der tyder på at Whiteheads kone Evelyn ikke brød sig om hende.
Whitehead gik i skole på Sherborne School, Dorset, der ansås for en af de bedste public schools i landet. Hans tidlige barndom var tilsyneladende overbeskyttet., men i skolen var han god til sport og matematik. og han var leder i sin skoleklasse.
I 1880 kom Whitehead på Trinity College i Cambridge, hvor han studerede matematik. Hans akademiske rådgiver var Edward John Routh. Han fik sin BA i 1884 som fjerdebedste i sin årgang.
Han blev valgt som fellow i Trinity i 1884, og her underviste og skrev om matematik og fysik indtil 1910. I 1890erne skrev han Treatise on Universal Algebra (1898), og i 1900'erne samarbejdede han med sin tidligere elev Bertrand Russell om den første udgave af Principia Mathematica. Han var også med i diskussionsklubben Apostlene på Cambridge.
1890 giftede Whitehead sig med Evelyn Wade, hun var irsk og havde vokset op i Frankrig; de fik en datter, Jessie Whitehead, og to sønner, Thomas North Whitehead og Eric Whitehead. Eric Whitehead døde i første verdenskrig som 19 årig, hvor han var med i Royal Flying Corps.
 Russell var studerende hos Whitehead og gennem længere tid også samarbejdspartner og ven. I 1910 sagde Whitehead sin stilling op, og flyttede til London uden at have nogen anden stilling. Efter et års arbejdsløshed tog Whitehead en stilling som forelæser i anvendt matematik og mekanik på University College London.
I 1914 tog Whitehead en stilling som professor i anvendt matematik på det nyoprettede Imperial College London, hvor hans gamle ven Andrew Forsyth for nylig var blevet ansat.
I 1918 accepterede Whitehead en række højtrangerende administrative stillinger i University of London, som Imperial College London var en del af på den tid. 1918 valgtes han som dekan på Faculty of Science at the University of London for en fireårsperiode, i 1919 blev han medlem af University of Londons senat, og i 1920 formand for senatets Academic (leadership) Council, en post han beholdt til han tog til USA i 1924. Whitehead brugte sin nye indflydelse til at få oprettet et nyt institut for videnskabshistorie, hjalp med til at etablere et videnskabelig bachelor, og gjorde skolen mere tilgængelig for fattige elever.
Mod slutningen af sin tid i England vendte Whiteheads interesse sig mod filosofi. Til trods for at han ikke havde nogen egentlig filosofisk uddannelse, blev hans filosofiske værker hurtigt velansete. Efter at han udgav The Concept of Nature i 1920, blev han præsident for Aristotelian Society 1922 til 1923.
I 1924 tilbød Henry Osborn Taylor den nu 63 år gamle Whitehead en stilling på Harvard University som professor i filosofi.
I sin tid på Harvard, udarbejdede Whitehead sine vigtigste bidrag til filosofien. I 1925 skrev han Science and the Modern World, som omgående blev anset for at være et alternativ til den kartesianske dualisme. Få år senere udgav han sit hovedværk, den banebrydende Process and Reality, som er blevet sammenlignet (både i vigtighed og i sværhedsgrad) med Kants Kritik af den rene fornuft.
Whitehead og hans kone forblev resten af deres liv i USA. Alfred North trak sig tilbage fra Harvard i 1937, og blev i Cambridge, Massachusetts til sin død, 30 december 1947.
Victow Lowes tobinds-biografi om Whitehead  er den mest definitive kilde til viden om hans liv. Meget af hans liv er dog stadig ukendt, fordi Whitehead ikke efterlod sig nogen papirer. Whitehead havde en nærmest fanatisk tro på retten til privatliv, og skrev meget få personlige breve. Han bad sin familie om at destruere alle sine papirer efter sin død, hvilket blev udført.

## Matematik og logik
Whitehead skrev en række artikler om matematik samt tre større bøger: A Treatise on Universal Algebra (1898), Principia Mathematica (i samarbejde med Bertrand Russell, udgivet i tre bind fra 1910 til 1913), og An Introduction to Mathematics (1911). De første to bøger var skrevet til matematikere, men den senere var tiltænkt et større publikum, i det den dækkede matematikkens historie og dens filosofiske grundlag. Principia Mathematica anset for at være et af de vigtigste værker indenfor matematisk logik fra det 20. årh.
Oven i hans arv som medforfatter til Principia Mathematica anses Whiteheads teori om "extensive abstraction" som grundlæggende for ontologien og for datalogien. Den kendes også som mereotopology og beskriver rumlige relationer mellem helheder, dele, dele af dele og grænserne mellem delene.

### A Treatise on Universal Algebra
I A Treatise on Universal Algebra (1898) havde termen universel algebra samme mening som nu, nemlig studiet af algebraiske strukturer, og ikke af eksempler på ["modeller af"] algebraiske strukturer. Ifølge Whitehead skabtes feltet af William Rowan Hamilton og Augustus De Morgan, og James Joseph Sylvester definerede termen.
På Whiteheads tid var man bevidst om at strukturer som Lie algebra og hyperbolske kvaternioner gjorde det nødvendigt at udvide algebraiske strukturer ud over den associative multiplikative klasse.
I A Treatise on Universal Algebra undersøgte Whitehad Hermann Grassmanns teori om rummets udstrækning ("Ausdehnungslehre"), Booles logiske algebra, og Hamiltons kvaternioner.

### Principia Mathematica
Principia Mathematica (1910–1913) er Whiteheads mest berømte matematiske værk. Dets formål var at beskrive er set af aksiomer og slutningsregel i symbolsk logik, hvorfra alle matematiske sandheder i princippet kunne bevises. Whitehead og Russell arbejdede på et så fundamentalt niveau af matematik og logik, at det først var på side 89 i bind II, at de nåede frem til at bevise at 1+1=2. Det matematisk bevis ledsagedes af de humoristisk kommentar "Udsagnet er til tider praktisk."
Whitehead og Russel troede først at det ville tage den et år at skrive Principia Mathematica; det endte med at tage dem ti år. For at gøre det endnu værre, var værket blevet så langt da det skulle udgives (mere end 2000 sider) og dets publikum var så smalt (professionelle matematikere) at den blev udgivet med et tab på 600 pund, hvoraf de 300 blev betalt af Cambridge University Press, 200 af Royal Society of London, 50 hver af Whitehead og Russell selv. Til trods for dette tab er der næppe noget akademisk bibliotek i dag der ikke har en udgave af Principia Mathematica.
Principia Mathematicas virkingshistorie er blandet. Det er generelt accepteret at Gödels ufuldstændighedssætning 1931 definitivt viste, at for et hvilket som helst set af aksiomer og slutningsregler, ville der altid være nogen sandheder tilbage som ikke kunne udlæses af dem, og dermed er målsætningen i Principia Mathematica uopnåelig. Men Kurt Gödel ville ikke have kommet frem til denne konklusion uden Whiteheads og Russells bog. På den måde kan arven fra Principia Mathematica siges at være dens nøglerolle i beviset af det umulige i at opfylde dens målsætning. Udover dette populariserede bogen moderne matematisk logik, og skabte vigtige forbindelser mellem logik, erkendelsesteori og metafysik.

### An Introduction to Mathematics
I modsætning til hans to foregående bøger om matematik henvendte An Introduction to Mathematics (1911) sig ikke kun udelukkende til professionelle matematikere, men har tiltænkt et større publikum. Bogen handlede om matematikkens natur, dens enhed og interne struktur, og hvordan den kunne anvendes på naturen.

## Syn på uddannelse
Whitehead var meget optaget af uddannelse på alle uddannelsestrin. Han udgav mange skrifter og emnet, og blev 1921 udnævnt af Premierminister (Storbritannien) David Lloyd George til en 20-persons komite der skulle undersøge Storbritanniens uddannelsessystem og komme med forslag til reformer.
Whiteheads mest komplette bog om uddannelse er The Aims of Education and Other Essays fra 1929, der var et opsamlingsværk og inkluderede artikler og foredrag fra mellem 1912 og 1927. Essayet der gav bogen sin titel var et foredrag fra 1916 da Whitehead var formand for Londonafdelingen af Mathematical Association. I bogen advarede Whitehead mod undervisning i "døde ideer" - ideer der er løsrevne klumper af information, uden nogen anvendelse i det virkelige liv eller kulturen.
I stedet for undervisning af små dele af et stort antal fag, foreslog Whitehead at man i stedet underviste i et relativt lavt antal vigtige begreber, som eleven kunne forbinde organisk med mange forskellige vidensområder, og finde deres brug i det daglige liv. For at opnå dette mente Whitehead det var nødvendigt at man minimerede vigtigheden af standardiserede eksamener.
Whitehead argumenterede for at pensum skulle vælges for en specifik gruppe elever af deres lærere, fordi alternativet ville være stagnation, der kun blev afbrudt af lejlighedsvise overgange fra en gruppe døde ideer til en anden. Han fremhævede også vigtigheden af fantasi og fri udvikling af ideer.

## Filosofi og metafysik
Whitehead startede ikke sin karriere som filosof. Han havde ingen formel uddannelse i filosofi. Han udviste tidligt i sit liv en stor interesse og respekt for filosofi og metafysik, men det er klart, at han anså sig selv for at være en amatør. Metafysik ansås for at være tidsspilde, da Whitehead i 1920'erne begyndte at skrive om det. De empiriske naturvidenskabers succes havde ledt til dominans af antimetafysisk empirisme og positivisme. Whitehead var af en anden mening. I noter taget i en forelæsning Whitehead holdt i 1927 er han citeret for: "Every scientific man in order to preserve his reputation has to say he dislikes metaphysics. What he means is he dislikes having his metaphysics criticized." Whiteheads mener at forskere og filosoffer konstant har metafysiske antagelser om hvordan universet fungerer, men sådanne forudsætninger bemærkes ikke, netop fordi de ikke undersøges og kritiseres. Når Whitehead argumenterer for at "philosophers can never hope finally to formulate these metaphysical first principles," mener han samtidigt at man fortvarende skal gentænke sine mest grundlæggende antagelser om hvordan universet virker hvis filosofien og videnskaben skal gøre noget virkeligt fremskridt, og det selv hvis dette fremskridt altid vil være asymptotisk. Derfor anså Whitehead metafysiske undersøgelser som essentielt både for god videnskab og for god filosofi.
Måske den vigtigste forkerte metafysiske antagelser er, ifølge Whitehead, Descartes ide at universet grundlæggende set består af bidder af materie der kan eksistere fuldkomment uafhængigt af hinanden, hvilket han afviste til fordel for en proces- eller begivenhedsbaseret ontologi. hvori begivenhederne er det primære og er fundamentalt forbundet med hinanden og afhængige af hinanden. Han argumenterede også for at virkelighedens mest grundlæggende elementer kan ses som noget erfaringsmæssigt, og at alting består af dets erfaring. Han brugte begrebet "erfaring" meget bredt, således at selv ikke-levende processer såsom elektroners sammenstød siges at manifestere nogen grad af erfaring. Hermed gik han imod Descartes' dualisme, og afviste opdelingen af verden i bevidsthed og materie. Whitehead kaldte selv sit filosofiske system for "philosophy of organism", men det blev kendt under titlen procesfilosofi."
Whiteheads filosofi var meget original, og vakte hurtigt interesse i filosofiske kredse. Efter at han udgav The Concept of Nature i 1920, var han i formand for Aristotelian Society from 1922 to 1923, og Henri Bergson er citeret for at have sagt at Whitehead var den bedste filosof der skrev på engelsk.. På grund af den fik han som 63årig en invitation til at blive professor i filosofi på Harvard.
Whiteheads filosofi var dog hverken alment accepteret eller bare forstået. Hans filosofiske værker anses normalt for at være blandt de sværeste at forstå inden for hele den vestlige filosofi. Selv professionelle filosoffer havde vanskeligt ved at forstå Whiteheads bøger. Dette blev illustreret da Whitehead holdt sine Gifford lectures 1927-28 - hvor han efterfulgte Arthur Eddington - og som Whitehead senere udgav under titlen Process and Reality. Eddington havde haft 600 tilhørere under hele forelæsningsrækken. Til Whiteheads første forelæsning kom det samme publikum, men da det var komplet uforståeligt, ikke bare for almindelige mennesker, men også for eliten. Publikummet faldt derefter til en håndfuld. En tilhører bemærkede, at hvis han ikke havde kendte Whitehead godt, ville han tro at forelæseren var en svindler der opfandt det hele efterhånden.
Derfor er det ikke en urimelig antagelse at meget af respekten der var omkring Whitehead til dels skyldtes deres manglende evne til at forstå hans filosofi. Shailer Mathews, teolog fra University of Chicago Divinity School, bemærkede om Whiteheads bog fra 1926 Religion in the Making: "It is infuriating, and I must say embarrassing as well, to read page after page of relatively familiar words without understanding a single sentence." Process and Reality er blevet kaldt "arguably the most impressive single metaphysical text of the twentieth century,"
Mathews' frustration kølnede dog ikke hans interesse. Mange filosoffer og teologer i Chicago opfattede det vigtige i Whiteheads projekt, uden at de helt forstod alle detaljer. I 1927 inviterede de en af de eneste Whiteheadeksperter i USA – Henry Nelson Wieman - til Chicago for at forelæse om Whitehead. Wiemans forelæsning var så god at han blev ansat og underviste i Chicago i tyve år, og i mindst 30 år frem i tiden var Chicago's Divinity School er center for aktivitet omkring Whiteheads filosofi.
Kort efter at Process and Reality udkom i 1929, skrev Wieman en berømt anmeldelse:
"Not many people will read Whitehead's recent book in this generation; not many will read it in any generation. But its influence will radiate through concentric circles of popularization until the common man will think and work in the light of it, not knowing whence the light came. After a few decades of discussion and analysis one will be able to understand it more readily than can now be done."

### Whiteheads opfattelse af virkeligheden
Whitehead mente at det videnskabelige begreb om materien var vildledende som beskrivelse af tingenes inderste natur. I sin bog fra 1925 Science and the Modern World skrev han at
"There persists ... [a] fixed scientific cosmology which presupposes the ultimate fact of an irreducible brute matter, or material, spread through space in a flux of configurations. In itself such a material is senseless, valueless, purposeless. It just does what it does do, following a fixed routine imposed by external relations which do not spring from the nature of its being. It is this assumption that I call 'scientific materialism.' Also it is an assumption which I shall challenge as being entirely unsuited to the scientific situation at which we have now arrived."
Ifølge Whitehead er der en række problemer med dette begreb om irreducerbar rå materie. For det første skjuler og minimerer det forandringens vigtighed. Fordi den videnskabelige materialisme tænker på en hvilken som helst materiel sten (f.eks. en sten eller en person) som dybest set den "samme" ting gennem tid, hvor alle forandringer der sker med den er sekundære ift. dens natur skjules det faktum at intet overhovedet forbliver det samme. For Whitehead er forandring fundamental og uundgåelig; han understreger at "all things flow."
Det er altså Whiteheads opfattelse at begreber som "kvalitet, "materie" og "form" er problematiske. Disse "klassiske" begreber kan ikke redegøre tilfredsstillende for forandring, og overser verdens mest grundlæggende elementers aktive og erfaringsmæssige natur. De er brugbare abstraktioner, men de er ikke verdens basale byggeklodser. Eksempelvis skal det, der normalt opfattes som en enkelt person, rent filosofisk beskrives som et kontinuum af overlappende begivenheder. Folk ændrer sig hele tiden, om ikke andet fordi de er et sekund ældre og har haft noget mere erfaring. Disse okkasioner af erfaring er logisk distinkte, men er sammenhængende forbundet i det, Whitehead kalder et samfund ("society") af begivenheder. Ved at antage af vedvarende genstande er de mest virkelige og fundamentale ting i universet har materialister forvekslet det abstrakte og det konkrete, hvilket Whitehead kalder "fallacy of misplaced concreteness").
En ting eller en person ses ofte som havende en "definerende essens" eller en "kerne" der ikke ændres, og som udgør hvad tingen eller personen er "i virkeligheden". Ifølge denne opfattelse er ting og personer grundlæggende set den samme gennem tid, og enhver forandring er blot kvalitativ eller sekundær i forhold til kerneidentiteten. (F.eks. "Mortens hår er blevet gråt nu han er blevet ældre, men han er stadig den samme.") I Whiteheads kosmologi er de eneste grundlæggende eksisterende ting "okkasioner af erfaring", der overlapper hinanden i tid og rum, og som tilsammen udgør den vedvarende person eller ting. På den anden side er det som den normale tænkning anser for en tings essens hhv. en persons identitet/kerne en abstrakt generalisering af det, der anses for at være personens/tingens mest vigtige eller slående træk over tid. Identiteter definerer ikke personer; personer definerer identiteter. Alt forandres fra øjeblik til øjeblik, og at mene at noget har en "vedvarende essens" skjuler det at "alt flyder; trods det er det tit praktisk at tale på den måde
Whitehead mente at sprogets begrænsninger var en af hovedårsagerne til den materialistiske tænkemåde, og indrømmede at det måske vil vise sig svært nogensinde at komme helt fri af den slags ideer i daglig tale. Trods alt kan det ikke lade sig gøre at give et egenavn til ethvert øjeblik i en persons liv, og det er nemt og praktisk at tænke på personer og ting som noget der bliver ved med at være det samme, og undlade konstant at huske at enhver ting er en anderledes ting, end den ting den var for et øjeblik siden. Men hverdagslivets og sprogets begrænsninger skal ikke forhindre folk i at indse at "materielle substanser" eller "essenser" er en praktisk generaliserende beskrivelse af et kontinuum af adskilte, konkrete processer. Ingen benægter at en ti-årig person er blevet meget anderledes når han fylder tredive, og på mange måder er en helt anden person; Whitehead pointerer at det ikke er filosofisk eller ontologisk korrekt at tro at en person er den samme fra et øjeblik til det næste.[kilde mangler]
Et andet problem med materialismen er at den skjuler vigtigheden af relationer. Ifølge materialismen er alle objekter distinkte og adskilte fra alle andre objekter. Ethvert objekt er simpelthen en død klump stof, der kun er eksternt relateret til andre ting. Ideen om materien som primær for folk til at tænke på objekter som om de grundlæggende set er adskilte i tid og rum, og ikke nødvendigvis er relaterede til noget. Men Whitehead mener at relationer er grundlæggende, måske endog endnu mere vigtige end relataerne selv. En studerende der tog noter i et af Winterheads efterårsforelæsninger i 1924 skrev at
"Reality applies to connections, and only relatively to the things connected. (A) is real for (B), and (B) is real for (A), but [they are] not absolutely real independent of each other."
Whitehead mener faktisk at en hvilket som helst entitet på en måde hverken er mere eller mindre end summen af dens relationer med andre entiteter - entitetens syntese af og reaktion på verden omkring den. En virkelig ting er bare det, der tvinger resten af universet til at tilpasse sig den; dvs. hvis en ting rent teoretisk slet intet betød for nogen som helst anden identitet (dvs den ikke var relateret til nogen anden entiteter), så kunne den ikke eksistere. Relationer er ikke sekundære til hvad en ting er, de er hvad tingen er.
Whitehead mener dog ikke at en entitet "kun" er summen af dens relationer; den er også en vurdering af dem og en reaktion på dem. Whitehead mener at kreativitet er virkelighedens ultimative princip, og at enhver ting, om den så er et menneske, et træ eller en elektron har en vis grad af nyhed i hvordan den reagerer på andre entiteter, og at den ikke er fuldt determineret af kausalitet eller af mekaniske love. Langt de fleste entiteter besidder dog ingen bevidsthed. Som et menneskes handlinger ikke altid kan forudses, således kan man heller ikke forudse hvilken retning et træs rødder vil gro, eller hvordan en elektron vil bevæge sig, eller om det vil regne i morgen. Ydermere, umuligheden i at forudsige f.eks. en elektrons bevægelser skyldes ikke utilstrækkelig viden eller teknologi; det er i stedet alle entiteters grundlæggende kreativitet eller frihed der betyder at der altid vil findes uforudsigelige fænomener.
Den anden konsekvens af kreativiteten/friheden som absolut princip er, at enhver entitet er hæmmet af eksistensens sociale struktur (dvs. af dens relationer). Anhver aktuel entitet må tilpasse sig til omverdenens betingelser. Friheden er altid begrænset. Men en entitets unikhed og individualitet skyldes dens egen selvbestemmelse mht. hvor meget den vil tage hensyn til verden, indenfor dens begrænsninger.
Dvs. Whitehead afviser ideen om adskilte og uforanderlige bidder af stof som virkelighedens mest grundlæggende byggeklodser, til fordel for ideen om virkeligheden som interrelaterede processuelle begivenheder. Han opfatter virkeligheden som sammensat af dynamiske processer af vorden i stedet for som en statisk væren, idet han understreger at alle fysiske ting forandrer sig og udvikler sig, og at uforanderlige "essenser" såsom stof kun er abstraktioner.

### Perceptionsteori
Da Whiteheads metafysik beskrev et univers hvori alle entiteter har subjektiv erfaring, havde han brug for en ny måde at beskrive perception på, der ikke var begrænset til levende selvbevidste væsener. Hertil dannede han termen prehension der stammer fra latin "prehension", hvilket betyder "at tage". Termen dækker en form for perception der kan være bevidst eller ubevidst, og som både dækker mennesker og elektroner. Et andet formål med termen er at afklare Whiteheads afvisning af teorien om repræsentativ perception, ifølge hvilken bevidstheden kun har private ideer om andre identiteter. For Whitehead betød termen "prehension" at perceptoren faktisk indoptager aspekter af den perciperede ting i sig. Således konstitueres entiteter af deres perceptioner og relationer, og er ikke uafhængige af dem. Endvidere skelner Whitehead mellem to modus af perceptionen, causal efficacy (eller "physical prehension") ogpresentational immediacy (eller "conceptual prehension").
Whitehead beskriver "causal efficacy" som "the experience dominating the primitive living organisms, which have a sense for the fate from which they have emerged, and the fate towards which they go." Mao. er følelsen af kausale relationer mellem entiteter en følelse af at blive påvirket af omgivelserne, uden at dette medieres af sanserne. "Presentational immediacy" er, på den anden side, det som normalt kaldes ren sanselig perception, uformidlet af nogen kausal eller symbolsk fortolkning. Dvs, det er rent fænomen, der kan være vildledende eller ej (eks. at man tager fejl af et spejlbillede og "den virkelige genstand").
I højere organismer, så som mennesker, kombineres disse to perceptionsmåder til hvad Whitehead kalder "symbolic reference", som forbinder fænomen med kausalitet i en proces der foregår så automatisk at både dyr og mennesker har vanskeligt ved ikke at gennemgå den. Whitehead illustrerer dette med en persons møde med en stol. Et normalt menneske ser en farvet form, og slutter omgående at det er en stol. Men en kunstner, antager Whitehead, "might not have jumped to the notion of a chair", men ville måske i stedet "might have stopped at the mere contemplation of a beautiful color and a beautiful shape." Det er ikke den normale menneskelige reaktion; de fleste placerer pr. vane og instinkt genstande i kategorier, uden overhovedet at tænke over det. Whitehead pointerer at en hund "would have acted immediately on the hypothesis of a chair and would have jumped onto it by way of using it as such." Således er "symbolic reference" en sammensmeltning af ren sanseperception og kausale forbindelser, og det er det kausale forhold der dominerer den mere grundlæggende mentalitet (som eksemplet med hunden viser), mens det er sanseperceptionen der indikerer en mentalitet af et højere niveau (som eksemplet med kunstneren viser.)

### Evolution og værdi
Whitehead mente, at når man spurgte ind til universets basale karaktertræk, så kan man aldrig helt undgå spørgsmål om teleologi. Det ses i hans tanker om biogenese, den hypotetiske naturlige proces, hvorfra livet opstod ud fra inorganiske stoffer.
Whitehead observerer overraskende at "life is comparatively deficient in survival value." Hvor mennesker kun kan eksistere omkring 100 år, og sten i 800 millioner år, så må man spørge hvorfor komplekse organismer overhovedet opstod; som Whitehead bemærker "they certainly did not appear because they were better at that game than the rocks around them." Han henviser derefter til det, at de højere livsformers særkende er, at de aktivt omformer deres omgivelser, en aktivitet som han formoder er rettet mod livets tredelte mål, at leve, at leve godt og at leve bedre. Mao. ser Whitehead livet som rettet mod det formål at øge sin egen tilfredsstillelse. Uden sådan et mål, mener han livets opståen er komplet uforståeligt. For Whitehead findes der ikke helt dødt stof. Han mener alting har en vis grad af frihed eller kreativitet, omend måske meget lille, der tillader dem at være delvist selv-styrede.

### Gud
Whiteheads ide om gud adskiller sig fra traditionelle monoteistiske ideer. Hans måske mest kendte kritik af kristendommens gudsbegreb er den, at "the Church gave unto God the attributes which belonged exclusively to Caesar." Whitehead kritiserer kristendommen for at definere gud som primært en guddommelig konge som påtvinger verden sin vilje, og hvis mest vigtige attribut er magt. Overfor de mest udbredte former for kristendom, forfægtede Whitehead et gudsbegreb som han kaldte "den korte galilæiske vision af ydmyghed":
"It does not emphasize the ruling Caesar, or the ruthless moralist, or the unmoved mover. It dwells upon the tender elements in the world, which slowly and in quietness operates by love; and it finds purpose in the present immediacy of a kingdom not of this world. Love neither rules, nor is it unmoved; also it is a little oblivious as to morals. It does not look to the future; for it finds its own reward in the immediate present."
For Whitehead er gud ikke nødvendigvis forbundet med religion. I stedet for at stamme fra religiøs tro, mente Whitehead at gud var en nødvendighed for hans metafysiske system. Hans system nødvendiggjorde, at der fandtes en orden i mulighederne, en orden, der tillod nye ting i verden, og som gav et formål til alle entiteter. Whitehead postulerede at disse ordnede potentialer findes i hvad han kalder guds primordial nature. Men Whitehead var også interesseret i religiøs erfaring. Det første ham til at overveje mere intenst hvad han så som guds anden natur, consequent nature. Whiteheads gudsbegreb som en "bipolær" entitet har tiltrukket teologisk interesse.
Guds primordial nature beskrev han som "the unlimited conceptual realization of the absolute wealth of potentiality,", dvs, universets ubegrænsede mulighed. Denne primordial nature er evig og uforanderlig, hvilket giver entiteterne i universet muligheder, som de kan realisere. Whitehead kalder også det primordiale aspekt for "the lure for feeling, the eternal urge of desire,", der trækker entiteterne i universet imod endnu uvirkeliggjorte muligheder.
Guds consequent nature er på den anden side alt andet end uforanderlig. Den er guds modtagelse af verdens aktivitet. Som Whitehead siger "God saves the world as it passes into the immediacy of his own life. It is the judgment of a tenderness which loses nothing that can be saved." Mao. bevarer gud alle erfaringer for evigt, og disse erfaringer ændrer den måde, hvormed gud interagerer med verden. Således forandres gud virkeligt af hvad der sker i verden og i universet som sådan, hvilket giver en uendelig betydning til endelige skabningers handlinger.
Whitehead ser altså gud og verden som gensidigt kompletterende hinanden. Han ser entiteter i verden som flydende og foranderlige ting der længes efter en permanens, som kun gud kan tilbyde, ved at optage dem i guds selv, hvorved de forandrer gud og påvirker resten af universet for evigt. På den anden side ser han gud som permanent, men som mangelfuld i aktualitet og forandring; set isoleret er gud ikke andet end evigt urealiserede muligheder, og har brug for en verden for at realisere dem. Gud giver skabninger permanens, mens skabningerne giver gud aktualitet og forandring.
"In this way God is completed by the individual, fluent satisfactions of finite fact, and the temporal occasions are completed by their everlasting union with their transformed selves, purged into conformation with the eternal order which is the final absolute 'wisdom.' The final summary can only be expressed in terms of a group of antitheses, whose apparent self-contradictions depend on neglect of the diverse categories of existence. In each antithesis there is a shift of meaning which converts the opposition into a contrast.
"It is as true to say that God is permanent and the World fluent, as that the World is permanent and God is fluent.
"It is as true to say that God is one and the World many, as that the World is one and God many.
"It is as true to say that, in comparison with the World, God is actual eminently, as that, in comparison with God, the World is actual eminently.
"It is as true to say that the World is immanent in God, as that God is immanent in the World.
"It is as true to say that God transcends the World, as that the World transcends God.
"It is as true to say that God creates the World, as that the World creates God ...

"What is done in the world is transformed into a reality in heaven, and the reality in heaven passes back into the world ... In this sense, God is the great companion – the fellow-sufferer who understands."
Ovenstående var medvirkende til at inspirere bevægelsen kendt som procesteologi, der stadigt findes i nutiden.

### Religionsfilosofi
For Whitehead var religion i sin kerne individuel. Han accepterede, at individer ikke kan adskilles helt fra deres samfund, men argumenterede for, at live er noget internt for dets eget skyld, før end det er noget ydre, der relaterer til andre. Hans mest berømte bemærkning om religion er "religion is what the individual does with his own solitariness ... and if you are never solitary, you are never religious." Whitehead så religion som et system af generelle sandheder, der forandrer en persons personlighed. Hvor han bemærkede at selv om religion ofte har en god indflydelse, er den ikke "nødvendigvis" god, da en religion kan opmuntre dens tilhængere til vold mod en anden religions tilhængere.
Whitehead så religionens "begyndelse" i ensomhed, men mente at religion nødvendigvis udvidede sig ud over det individuelle. I henhold til hans procesfilosofi, hvor relationer er primære, skrev han at religion nødvendiggør realiseringen af "the value of the objective world which is a community derivative from the interrelations of its component individuals." Dvs. universet er et samfund, der finder en helhed gennem hver enkelt individuel entitets relaterer sig til alle de andre. Mening og værdi eksisterer ikke udelukkende for individet, men kun i konteksten af det universelle samfund. Whitehead skriver endvidere, at enhver entitet "can find no such value till it has merged its individual claim with that of the objective universe. Religion is world-loyalty. The spirit at once surrenders itself to this universal claim and appropriates it for itself." På denne måde er religionens individuelle og universelle/sociale aspekter gensidigt afhængige.
Mere teknisk beskrev Whitehead religion som "an ultimate craving to infuse into the insistent particularity of emotion that non-temporal generality which primarily belongs to conceptual thought alone." Dvs. religion tager dybtfølte følelser og giver dem en kontekst i det system af generelle sandheder om verden, hvilket hjælper folk til at forstå følelsernes mere generelle mening. For Whitehead fungerer religion altså som en slags bro mellem filosofi og et bestemt samfunds følelser. Religionens opgave er at gøre filosofien relevant for normale menneskers hverdagsliv.

## Indflydelse
Det er svært at beskrive Whiteheads indflydelse samlet set. I engelsktalende lande studeres han ikke meget udenfor Claremont og nogle få andre steder. Udenfor disse cirkler er hans indflydelse relativt lille og diffus, og er for det meste formidlet gennem hans tilhængeres værker, og ikke af hans egne, eksempelvis gennem Bertrand Russell og Willard Van Orman Quine, som Whitehead underviste. Det var ikke før 1970'erne og 1980'erne at Whiteheads tænkning fik meget opmærksomhed udenfor en lille gruppe af filosoffer og teologer, især amerikanere, og selv i dag anses han ikke for at være specielt indflydelsesrig udenfor relativt specialiserede cirkler. En af de første teologer der blev interesserede i Whiteheads tænkning var den kommende Ærkebiskop af Canterbury, William Temple. I Temples Gifford Lectures fra 1932-1934 (senere udgivet som "Nature, Man and God") figurerer Whitehead som en af flere filosoffer, der forfægter begrebet om emergent evolution, som Temple interesserer sig for.
Efter ca. år 2000 er Whiteheads indflydelse blevet mere udbredt, med interesse både fra intellektuelle i Europa og i Kina, der kommer fra så forskellige felter fra økologi, fysik, biologi, pædagogik, økonomi og psykologi. Isabelle Stengers har skrevet, at "Whiteheadians are recruited among both philosophers and theologians, and the palette has been enriched by practitioners from the most diverse horizons, from ecology to feminism, practices that unite political struggle and spirituality with the sciences of education."

### USA
Tidlige følgere af Whitehead var centreret omkring University of Chicago's Divinity School, hvor Henry Nelson Wieman startede en interesse for Whitehead, der varede omkring tredive år. Professorer som Wieman, Charles Hartshorne, Bernard Loomer, Bernard Meland, and Daniel Day Williams gjorde Whiteheads filosofi til den vigtigste indflydelse her. De uddannede flere generationer af Whiteheadeeksperter, hvoraf den mest kendte er John B. Cobb, Jr. Interessen for Whitehead døde ud i Chicago, men Cobb bragte den videre til Claremont, California, hvor man blev ansat i 1958 ved Claremont School of Theology in 1958. I 1973 grundlagde han Center for Process Studies sammen med David Ray Griffin. På grund af Cobb er Claremont stadigt i dag stærkt præget af Whiteheads tænkning.

### Kina
I dag synes Whiteheads indflydelse at vokse mest i Kina. For at kunne håndtere modernisering og industrialisering er Kina begyndt at blande taoisme, buddhisme, konfucianisme med Whiteheads filosofi, for at skabe en "økologisk civilization". Den kinesiske regering har startet 23 universitetcentre for studiet af Whiteheads filosofi, og bøger af John Cobb and David Ray Griffin er blevet pensum for kinesiske studerende. Cobb selv mener at Kinas interesse i procesfilosofi til del skyldes Whiteheads teori om menneskehedens og naturens gensidige afhængighed, samt hans ide om, at uddannelsessystemet skal inkludere undervisning i værdier, og ikke blot indeholde fakta.

### Kontinentalfilosofi
Indenfor kontinental filosofi har Whitehead også berømte tilhængere, såsom Gilles Deleuze, der har karakteriseret Whitehead som den sidste store engelsksprogede filosof, indtil Ludwig Wittgensteins elever blev dominerende. Bruno Latour har kaldt Whitehead for den største filosof i det tyvende århundrede. Deleuze og Latour er dog undtagelser.

## Værker
- A Treatise on Universal Algebra Arkiveret 3. september 2014 hos  Wayback Machine. Cambridge: Cambridge University Press, 1898. ISBN 1-4297-0032-7.
- The Axioms of Descriptive Geometry. Cambridge: Cambridge University Press, 1907.[123]
- med Bertrand Russell. Principia Mathematica, Volume I. Cambridge: Cambridge University Press, 1910. Vol. 1 to 56 is available as a CUP paperback.[124][125][126]
- An Introduction to Mathematics. Cambridge: Cambridge University Press, 1911. Vol. 56 of the Great Books of the Western World series.
- med Bertrand Russell. Principia Mathematica, Volume II. Cambridge: Cambridge University Press, 1912.
- med Bertrand Russell. Principia Mathematica, Volume III]. Cambridge: Cambridge University Press, 1913.
- The Organization of Thought Educational and Scientific. London: Williams & Norgate, 1917.
- An Enquiry Concerning the Principles of Natural Knowledge. Cambridge: Cambridge University Press, 1919.
- The Concept of Nature. Cambridge: Cambridge University Press, 1920. Baseret på Whiteheads Tarner Lectures, november 1919 på Trinity College.
- The Principle of Relativity with Applications to Physical Science. Cambridge: Cambridge University Press, 1922.
- Science and the Modern World. New York: Macmillan Company, 1925. Vol. 55 af Great Books of the Western World series.
- Religion in the Making. New York: Macmillan Company, 1926. Baseret på Lowellforelæsningerne i 1926.
- Symbolism, Its Meaning and Effect. New York: Macmillan Co., 1927. Baseret på forelæsninger på University of Virginia.
- Process and Reality: An Essay in Cosmology. New York: Macmillan Company, 1929. Baseret på Gifford Lectures afholdt 1927–28 på Edinburgh Universitet. The 1978 Free Press "corrected edition" edited by David Ray Griffin and Donald W. Sherburne corrects many errors in both the British and American editions, and also provides a comprehensive index.
- The Aims of Education and Other Essays. New York: Macmillan Company, 1929.
- The Function of Reason. Princeton: Princeton University Press, 1929.
- Adventures of Ideas. New York: Macmillan Company, 1933.
- Nature and Life. Chicago: University of Chicago Press, 1934.
- Modes of Thought. New York: MacMillan Company, 1938.
- "Mathematics and the Good." In The Philosophy of Alfred North Whitehead, red. Paul Arthur Schilpp, 666–681. Evanston and Chicago: Northwestern University Press, 1941.
- "Immortality." In The Philosophy of Alfred North Whitehead, edited by Paul Arthur Schilpp, 682–700. Evanston and Chicago: Northwestern University Press, 1941.
- Essays in Science and Philosophy. London: Philosophical Library, 1947.
- med Allison Heartz Johnson, ed. The Wit and Wisdom of Whitehead. Boston: Beacon Press, 1947.